# ジャイロイド

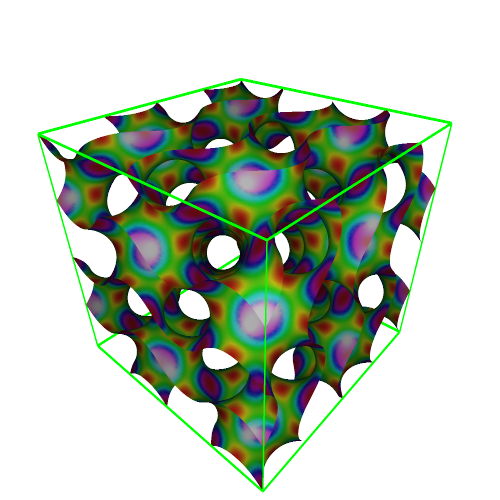
ジャイロイド曲面の様子。ガウス曲率が等しいところを同じ色で表現している。

ジャイロイド（英：gyroid）は3方向に無限に連結した3次元の周期極小曲面である。1970年にアラン・シェーンによって発見された。
ジャイロイドはIa3dの空間群に属し(100)と(111)の方向に連結部（足）をもっており、3本の足は互いに70.53°の角度を成している。この足が回旋している（gyrating）ようにみえることから"gyroid"（ジャイロイド）という名前がついた。ジャイロイドの近似式は三角関数を用いて、
{\displaystyle \sin x\cos y+\sin y\cos z+\sin z\cos x=0}のように表すことができる。
ジャイロイド構造は、砂田利一によりダイヤモンドの結晶構造の双子（diamond twin）であることが証明された仮想的結晶構造「K4格子」（Laves' graph of girth ten）に密接に関係している。

## ソフトマターとの関係
ソフトマターの秩序形成において、ジャイロイドや、ジャイロイドを入れ子に組み合わせたダブルジャイロイドがみられることがある。異なる種類の高分子を共有結合でつなげたブロック共重合体による秩序構造や界面活性剤と水の系（ライオトロピック系）がつくる構造ではある条件でダブルジャイロイドの周期構造を形成することがわかっている（ただし、界面活性剤では単に立方相や共連続立方相などの別の名前で呼ばれていることが多い）。また、生体内でもミトコンドリアの内膜や滑面小胞体（SER）が場合に応じてジャイロイド構造やダイアモンド構造などに変化していることが透過型電子顕微鏡の観察から明らかになっている。
ジャイロイド構造は蝶の鱗粉の微細構造にも見られ、特定の波長の光だけを通さないことで鱗粉の色を作るのに役立っているとされる。